# Jonsko morje
Jonsko mórje (grško Ιόνιο Πέλαγος, latinizirano: Iónio Pélagos, IPA: [iˈoni.o ˈpelaɣos]; (Iónion pélagos), Ἰόνιος θάλασσα (Iónios thálassa) or Ἰόνιος πόντος (Iónios póntos).}} italijansko Mar Ionio or Mar Jonio, IPA: [mar ˈjɔːnjo]; [ˈmaːɾɪ ˈjɔːnjʊ].}} albansko Deti Jon, IPA: [ˈdɛti ˈjɔn]) je proti jugu odprt del Sredozemskega morja, ki ga na vzhodu omejujeta Balkanski polotok in Peloponez, na zahodu Apeninski polotok z Apulijo (polotok Salento oz. Salentinski polotok) in Kalabrijo ter otok Sicilija, na severu pa se prek Otrantskih vrat odpira v Jadransko morje. Med Kalabrijo in Sicilijo je Mesinski preliv, prek katerega je povezano s Tirenskim morjem. Korintski zaliv, del Jonskega morja, ki se zajeda globoko v celino in ločuje Peloponez od preostalega Balkanskega polotoka, pa Korintski prekop povezuje z Egejskim morjem, s katerim se sicer stika tudi na jugu Peloponeza. Na jugu prehaja v Mirtulovo in Libijsko morje.
Ob vzhodni obali so posejani Jonski otoki, med katerimi so največji Krf, Paksos, Lefkada, Kefalonija, Itaka in Zakintos. Na zahodni obali Salento in Kalabrija oklepata Tarantski zaliv. Na kalabrijski jonski obali je tudi nekajkrat manjši zaliv Squillace.
V preteklosti so Jonsko morje obravnavali kot del Jadranskega morja, medtem ko se danes Jonsko morje obravnava kot posebna vodna površina. V Jonskem morju, južno od grške obale so izmerili globino 5267 m, kar je največja izmerjena globina Sredozemskega morja. Točka se imenuje Calypso in je na 36°34′N 21°8′E / 36.567°N 21.133°E. To je tudi eno izmed najbolj potresno aktivnih področij na svetu.

## Etimologija
Ime Jonsko morje naj bi izhajalo iz grščine Ἰόνιον (πέλαγος). Etimologija izraza ni poznana. Obstaja več legend, verzij nastanka poimenovanja morja. Starogrški pisatelji, zlasti Ajshil, povezujejo nastanek imena z legendo o Io, hčerjo argoškega kralja Inaha, Herino duhovnico in Zevsovo ljubico. Po mitu je Zevs moral poslati Io na konec sveta, kar je za njih predstavljalo področje Jonskega morja in je tako prišlo do poimenovanja morja. Po drugi legendi ime lahko izvira iz tega, ker so Jonci pluli na zahod. Po tretji verziji je Ionij bil sin Adria (eponim za Jadransko morje). Po eni izmed legend je Ionij bil sin Dirhahuja. Ko je bil ta napaden s strani lastnih bratov, mu je na pomoč priskočil Herkul, ki je ravno potoval skozi te kraje. V boju je po pomoti ubil Ionija in njegovo truplo vrgel v morje. Zato naj bi se morje imenovalo Jonsko morje.
Po enih mnenjih je morje poimenovano po grški besedi za vijolično vsled barve morja, ki je zelo podobna vijolični.

## Geografija

### Razsežnost
International Hydrographic Organization (Mednarodna organizacija za hidrografijo) definira obseg Jonskega morja v naslednjih mejah:
- Na severu po črti od izliva albanske reke Butrint, do rta Karagol na otoku Krf, okoli severne obale otoka do rta Kephali (Kefali) in nato do rta Santa Maria di Leuca v Italiji.
- Na vzhodu od ustja reke Butrint ob obali do rta Matapan.
- Na jugu po črti od rta Matapan do najjužnejše točke Sicilije
- Na zahodu ob vzhodni obali Sicilije in jugovzhodni obali kopenske Italije do rta Santa Maria de Leuca.

### Mesta
Pomembnejša mesta in otoki ob oz. v Jonskem morju
- Sirakuze, zgodovinsko mesto na Siciliji
- Catania, pokrajina in istoimensko mesto na Siciliji
- Messina, pokrajina in istoimensko mesto na Siciliji
- Taranto, mesto v italijanski pokrajini Apulija
- Himarë, mesto in regija v južni Albaniji
- Saranda, mesto v južni Albaniji
- Krf, mesto in pristanišče na istoimenskem otoku
- Igumenica, trajektno pristanišče na grški obali
- Parga, mestece v Epiru, severozahodni Grčiji
- Preveza, mesto in pristanišče v severnozahodni Grčiji
- Astakos, mesto v severni Grčiji
- Argostoli, mesto in pristanišče na grškem otoku Kefalonija
- Patras, mesto na severnem delu Pelopeneza
- Kyparissia, mestece na Pelopenezu
- Pilos, mestece na Pelopenezu
- Methoni, mestece na jugu Pelopeneza
- Jonski otoki

### Zalivi in ožine
- Mesinski preliv (Kalabrija/Sicilija)
- Catanijski zaliv (Italija, Sicilija)
- Tarantski zaliv (Italija)
- Otrantski preliv (Italija/Albanija)
- Krfski preliv (Grčija/Albanija)
- Zaliv Squillace (Italija)
- Ambrakijski zaliv (Grčija)
- Patraški zaliv in v nadaljevanju Korintski zaliv (Grčija)
- Zaliv Kyparissia (Grčija)
- Mesenijski zaliv (Grčija)
- Lakonijski zaliv (Grčija)